# Новаэс, Марселу
Марсе́лу Толенти́ну Нова́эс (порт.-браз. Marcello Tolentino Novaes; род. 13 августа 1962, Рио-де-Жанейро) — бразильский актёр. Наиболее известен в России по роли Шанди в телесериале «Клон».

## Биография

### Карьера
Марселу Новаэс, ставший известным в Бразилии благодаря своей внешности и многочисленным ролям в телесериалах, начал свою карьеру в 1988 году с роли Андре в популярном бразильском сериале «Vale Tudo». В 1991 году подписал контракт с телестудией «Globo». Роли в телесериалах «Клон», «Музыка её души», «Воздушные замки» принесли ему известность и среди российской телеаудитории. 
 В 1994 году на съёмках телесериала «Четыре на четыре» знакомится с Летисией Спилер. Их успешный телевизионный дуэт в 1995 году превратился в брачный союз в реальной жизни.

### Личная жизнь
Марселу Новаэс проживает в районе Барра-да-Тижука, Рио-де-Жанейро. У Марселу двое сыновей: Диогу (1994) и  Педро (1996) от браков с предпринимательницей Шейлой Бепа (в браке до 1995 г.) и актрисой Летисией Спилер (в браке с 1995 по 2000 г.). После развода сохранил хорошие отношения со всеми бывшими жёнами. 
 Марселу крайне неохотно рассказывает прессе о своей личной жизни. В ноябре 2008 г. подвергся жестокому нападению, пытаясь защитить своего друга. Из-за этого инцидента он был временно отстранён от съёмок в телесериале «Три сестры». 
 Вместе с актёром Марселу Серраду является одним из участников музыкальной группы «Os Impossíveis».

## Избранная фильмография

### Телевидение
- 1988 — Vale Tudo — Андре
- 1989 — Топ-Модель — Фелипе
- 1990 — Королева Металлолома — Жералду
- 1992 — Мятежные годы — Олаву
- 1992 — Да поможет нам Бог — Жералду
- 1994 — Четыре на четыре — Раи
- 1996 — Дворняжка — Фидель
- 1997 — Заза — Угу Геррейру
- 1998 — В мире женщин — эпизод
- 1998 — Музыка её души — Жасинту Рибейру ди Амарал
- 1999 — Воздушные замки — Раул Педрейра
- 2000 — Уга-Уга — Бетерраба
- 2001 — Клон — Алешандри «Шанди» Кордейру де Соуза
- 2003 — Дом семи женщин — Инасиу
- 2003 — Шоколад с перцем  — Тимотео Мариано
- 2005 — Америка — Женивалду да Силва
- 2007 — Семь грехов — Висенти ди Фрейташ
- 2008 — Три сестры — Сандру
- 2012 — Проспект Бразилии — Максвелл Оливейра (Макс)
- 2015 — Правила игры — Валтерсио
- 2016 — Восходящее солнце — Виторио